# Aer Lingus

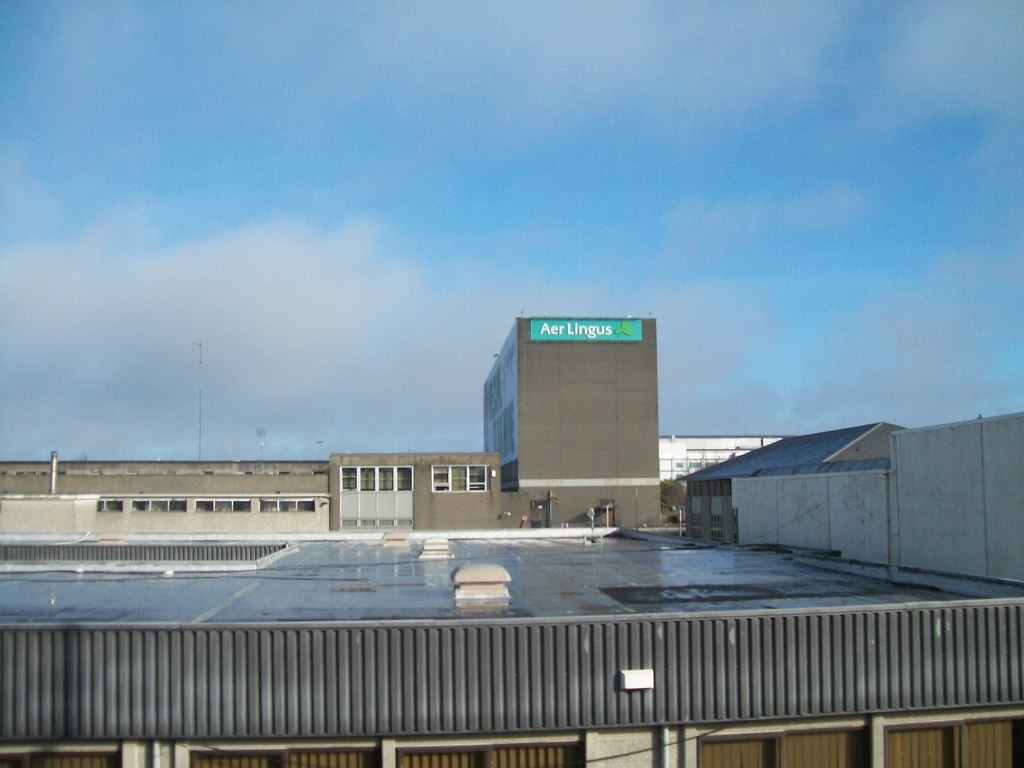
A sede da Aer Lingus

A Aer Lingus é a companhia aérea nacional da República da Irlanda. Baseada na capital Dublin, a companhia aérea opera com uma frota composta maioritariamente por aeronaves Airbus, com destinos nos Estados Unidos, Europa, Canadá e Ásia.
Foi nomeada uma companhia de 4* Skytrax product em 2016, distinguindo-se assim como a única companhia aérea Irlandesa desta categoria.
A Aer Lingus é mantida pelo Grupo British Airways, Iberia e Vueling. Membro da aliança Oneworld até 2007, foi fundada em 1936 e emprega atualmente cerca de 4.000 funcionários. Voltará à Oneworld em 2018/9, tendo já adotado o programa Avios (British Airways e Iberia) em que permite ao passageiro acumular pontos que o permite beneficiar em várias lojas, hotéis, voos e mais,  juntamente com os restantes membros do grupo IAG e outros.  Em Portugal a companhia é especialmente forte no Aeroporto de Faro, onde assegura dois a quatro voos diários para Dublin e uma a duas ligações diária a Cork e Belfast (Irlanda do Norte). No Aeroporto de Lisboa a Aer Lingus faz um voo diário para o Aeroporto de Dublin e dois diários em certos dias da semana no verão Iata. De Lisboa para Cork voa duas vezes por semana, serviço que foi retirado por alguns meses mas reposto a partir de 26 de Outubro de 2018.
A Aer Lingus tem demonstrado um crescimento vasto no seu longo-curso a partir dos seus aeroportos de Shannon e Dublin sendo os únicos aeroportos europeus com pre-clearance em voos para os EUA, tendo ao seu dispor 15 rotas com várias frequências diárias sendo estas Nova Iorque (JFK) 3x diário, Nova Iorque (EWR), Boston 3x diário, Chicago 2x diário, Los Angeles, San Francisco, Orlando, Miami, Washington Dulles, Hartford, Seattle, Filadélfia, Minneapolis (Julho 2019) e no Canadá, Toronto e Montreal (Agosto 2019).
Planeia entrar na aventura trans-atlântica JV com a aérea American Airlines (Igualmente membro OneWorld) em 2018/9 e mesmo no grupo JV1 (British Airways, Iberia, Finnair e American Airlines) mais tarde, onde as companhias partilham rotas, custos e lucros.

## Frota
27 Airbus A320-200
7 Airbus A320neo
8 Airbus A321LR
2 Airbus A321XLR
3 Airbus A330-200
10 Airbus A330-300

## Acordos de Code-Share
A Companhia possui Code-Share com as seguintes empresas:

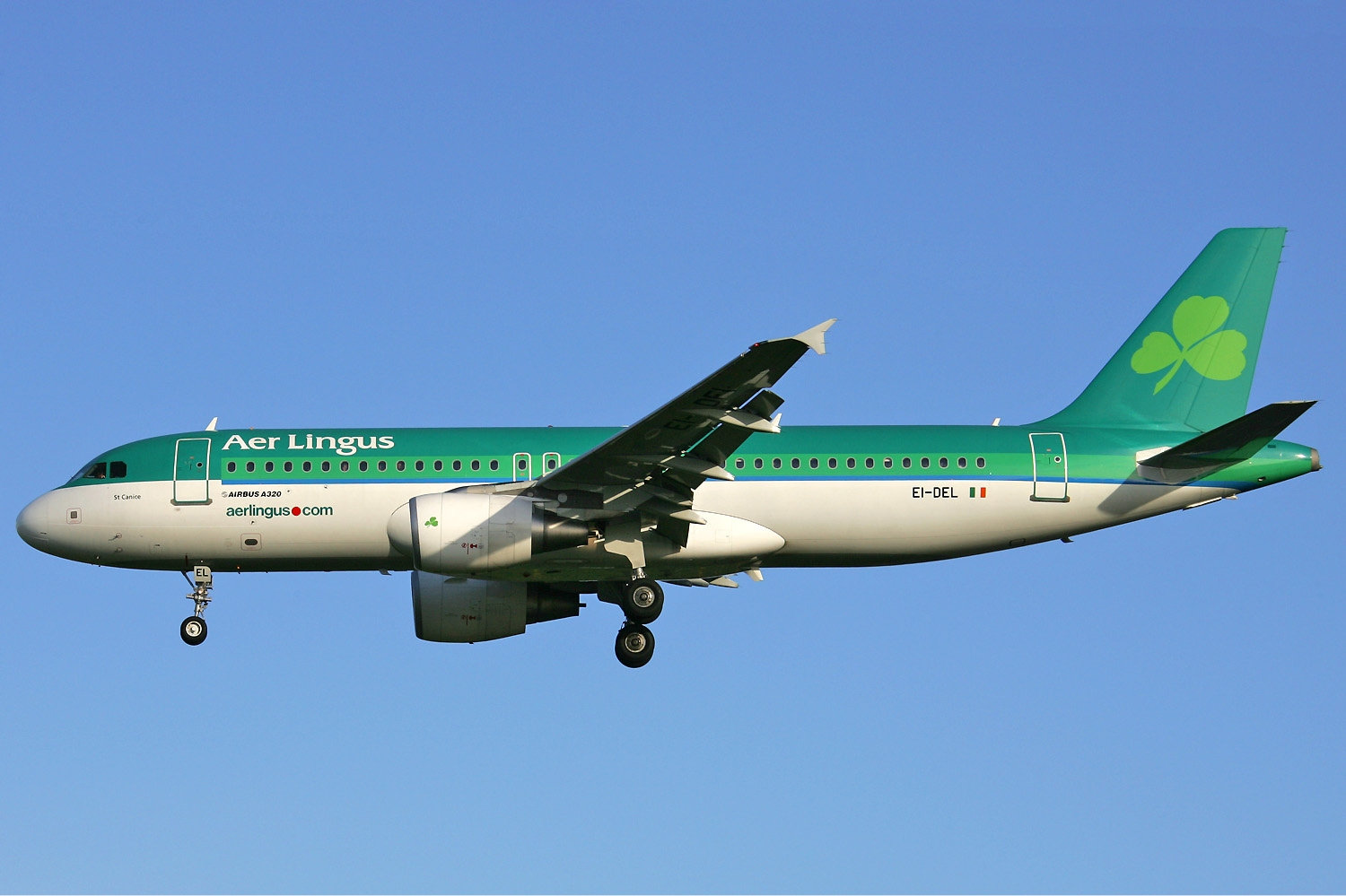
Aer Lingus Airbus A320-200.

- Air Canada
- Alaska Airlines
- British Airways
- Etihad Airways
- Flybe
- JetBlue Airways
- KLM
- United
- WestJet